# 坂本九
坂本九（1941年12月10日—1985年8月12日），本名大島九（日语：おおじま ひさし），日本著名歌手、演員，其代表作《昂首向前走》至今广为流传。1985年，在日本航空123號班機空難中丧生。

## 生平

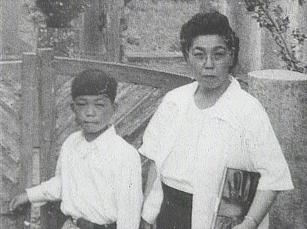
童年时期的坂本九与母亲，摄于1951年

坂本九出生於神奈川縣川崎市，是家中最小的成員（排行第九）。其父母均在餐館中工作。坂本為父親的姓氏，高中時父母離婚，與家中其他小孩改姓母親的姓氏大島。坂本九幼年時曾在茨城縣笠間市居住，以躲避戰亂。
坂本九於高中時開始唱歌。1958年，他加入了日本樂團「The Drifters」成為主唱。《何時都有明天》是他的名曲之一。並於2001年由日本搖滾樂團Ulfuls翻唱。
1961年，發表《昂首向前走》，獲得歷史性的重大成功，1963年在美國告示牌排行榜登上冠軍（三週），於《錢櫃》（Cash Box）雜誌單曲排行榜也登上四週冠軍，成為他的生涯代表作，該曲亦被翻成多國語言的歌唱版本。
1971年，他和演員柏木由紀子結婚，並誕下兩名女兒，分別是大島花子和舞坂ゆき子。
在公益工作方面，對協助孩童、長者及殘障人士相當熱誠不遺餘力。「何時都有明天」也是1964年東京傷殘人士奧運會的主題。
1985年8月12日，坂本九搭乘日本航空123號班機往大阪時遇上空難身亡，享年43歲。在飛機墜毀前的數分鐘，他寫下了與妻柏木由紀子的訣別書。這場空難中，包括坂本九在內，共有520人死亡，是世界上單一飛行器出事的空難中，死傷最慘重的一宗。坂本九當時原定乘坐與日航123號班機同時刻出發的全日空35號班機赴大阪，但由於全日空班機客滿，只得乘坐日航123號班機，並坐在這架波音747SR上層的64H座位。坂本九的遺體於8月14日被發現，並於空難發生95小時後（8月16日）被確認，依據是其遺體上佩戴的笠間稻荷神社墜飾，而笠間稻荷神社正是坂本九的信仰所在。

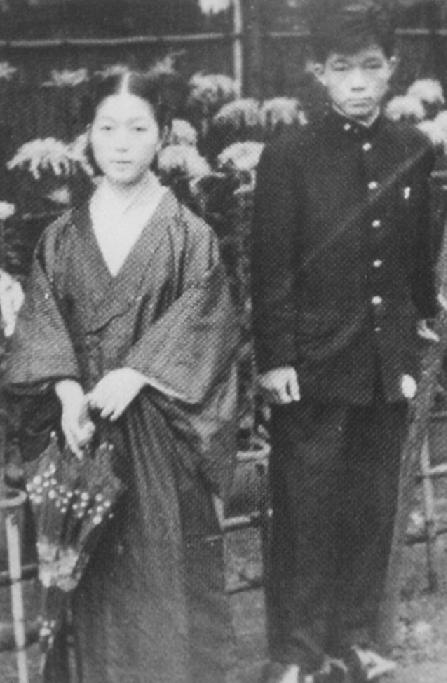
坂本九與姊姊遠藤八千代，攝於1956年

## 成名作

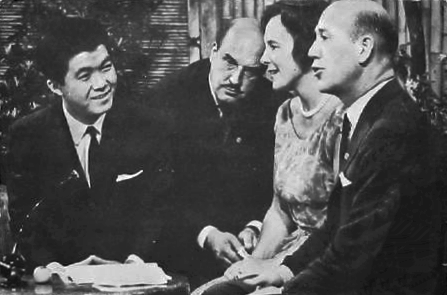
坂本九在1964年（瑞典电视台画面）

坂本九最著名之作品為（中文直譯：昂首向前走，但在英國發售時則為了好記，而改取為與原意毫無關係的「Sukiyaki」，為日式料理「壽喜燒」之意）。這首歌除了在日本世代傳頌外，甚至在美國也很受歡迎，並曾在1963年連續三星期（6月15日至6月29日）蟬聯美國BillboardHot 100冠軍。美國公信榜自1958年設立至今60餘年，本曲依然是唯一曾登上該榜冠軍的日文歌曲。本曲也進入了英國單曲榜前10位。此歌的歌詞內容大約是講述一名孤獨一人在夜裡徘徊的男子，必須藉著抬頭向上望使眼淚不致落下的情景。自從發行，《Sukiyaki》世界各地總銷售量估計超過1300萬張。及後此歌於1981年由美國女子R&B組合A Taste of Honey翻唱，同樣與原曲一樣大受歡迎，並曾榮登美國100首最受歡迎歌曲流行榜達24周，最佳位置是第3名；此歌曲於1981年由香港歌手杜麗莎翻唱為粵語歌曲《眉頭不再猛縐》，再於1989年時由著名新秀冠軍梅艷芳改編成《願今宵一起醉死》（收錄於大碟《情深惹恨苗》和《In Brasil》）；此歌曲於1994年由另一R&B樂隊4 P.M.再次打入十大。
坂本九另一首榮登美國流行榜的歌曲為《中华之夜》（China no Yoru），這首改編自渡邊濱子演唱同名歌曲英日文混合歌曲於1963年排名第58位。他唯一一張在美國發行的專輯「Sukiyaki and Other Japanese Hits」，在1963年曾榮登100張最受歡迎流行專輯達17周之久，最高排名是第14位。
1963年夏季，坂本九展開了世界巡迴演唱會，演出國家及地區包括美國、德國、瑞典、夏威夷，直至1964年初完成。當他在美國演出時，亦成為長壽綜藝節目《蘇利文劇場》其中一集的受邀來賓。

## 曾推出的專輯
- 《Sukiyaki And Other Japanese Hits》（1963年）
- 《坂本九紀念精選輯》（Kyu Sakamoto Memorial Best）（2005年）
- 《坂本九CD與DVD精選輯》（Kyu Sakamoto CD & DVD The best）（2005年）

## 影视作品
- （1961年）
- 《如果感到幸福你就拍拍手》（1964年）
- （1965年）
- 《小九的伟大梦想（九ちゃんのでっかい夢）》（1967年）
- 《呐喊》（1975年）

## 軼事
- 小行星6980被命名為坂本九，編號是由《昂首向前走》作詞者永六輔、演唱者坂本九與作曲者中村八大（日语：中村八大）這三人名字的組合。
- 坂本九的血型是A型
- 互聯網上一度誤傳，日航123號班機殘骸中，在坂本九的行李內藏有SM用品，後證實此消息為子虛烏有。[3]

## 紀念
- 坂本九紀念堂（坂本九思い出記念館）

## 脚注
1. ↑  . 日本Ｗｅｂリポート＆ニュース. 2013-08-26  [2019-08-12]. （原始内容存档于2014-08-26）.
2. ↑  ドラマ『20年目の誓い 〜天国にいるわが子へ〜』より。
3. ↑  .   [2007-10-13]. （原始内容存档于2007-10-16）.